# Llista de consellers generals dels Pirineus Orientals
El departament dels Pirineus Orientals està dividit en 31 cantons i compta amb 31 consellers generals. El Consell General dels Pirineus Orientals té la seu a Perpinyà. El Consell General està compost dels següents consellers generals:
| Cantó                               | Conseller                  | Partit | Comissió          | Elecció |
| ----------------------------------- | -------------------------- | ------ | ----------------- | ------- |
| Cantó de Perpinyà-8                 | Hermeline Malherbe-Laurent | PS     | Presidenta        | 2008    |
| Cantó de la Costa Vermella          | Michel Moly                | PS     | 1r vicepresident  | 2008    |
| Cantó de Perpinyà-3                 | Jean Vila                  | PCF    | 2n vicepresident  | 2011    |
| Cantó d'Arles                       | Alexandre Reynal           | PS     | 3r vicepresident  | 2008    |
| Cantó de Perpinyà-9                 | Touissante Calabrese       | PS     | 4a vicepresidenta | 2011    |
| Cantó de Sant Pau de Fenollet       | Pierre Estève              | PS     | 5è vicepresident  | 2011    |
| Cantó de Tuïr                       | René Olive                 | PS     | 6è vicepresident  | 2011    |
| Cantó de Sornià                     | Alain Boyer                | PS     | 7è vicepresident  | 2011    |
| Cantó d'Elna                        | Marcel Mateu               | PS     | 8è vicepresident  | 2008    |
| Cantó de Sant Esteve del Monestir   | Elie Puigmal               | PS     | 9è vicepresident  | 2008    |
| Cantó de Millars                    | Françoise Bigotte          | PS     | Secretària        | 2011    |
| Cantó d'Argelers                    | Martine Rolland            | PS     |                   | 2011    |
| Cantó de Canet de Rosselló          | Jean-Claude Torrens        | UMP    |                   | 2011    |
| Cantó de Ceret                      | Robert Garrabe             | PS     |                   | 2008    |
| Cantó de la Costa Radiant           | Mauricette Fabre           | UDI    |                   | 2008    |
| Cantó de Montlluís                  | Pierre Bataille            | DVD    |                   | 2011    |
| Cantó d'Oleta                       | Jean-Louis Alvarez         | PCF    |                   | 2008    |
| Cantó de Perpinyà-1                 | Richard Puly-Belli         | UMP    |                   | 2011    |
| Cantó de Perpinyà-2                 | Jean-Louis Chambon         | PS     |                   | 2011    |
| Cantó de Perpinyà-4                 | Jean Rigual                | UMP    |                   | 2008    |
| Cantó de Perpinyà-5                 | Ségolène Neuville          | PS     |                   | 2008    |
| Cantó de Perpinyà-6                 | Véronique Vial-Auriol      | UDI    |                   | 2008    |
| Cantó de Perpinyà-7                 | Jean Sol                   | UMP    |                   | 2011    |
| Cantó de Prada                      | Guy Cassoly                | PCF    |                   | 2011    |
| Cantó de Prats de Molló i la Presta | Bernard Remedi             | DVD    |                   | 2011    |
| Cantó de Ribesaltes                 | Jean-Jacques Lopez         | PS     |                   | 2011    |
| Cantó de Sallagosa                  | Georges Armengol           | DVD    |                   | 2008    |
| Cantó de Sant Llorenç de la Salanca | Joseph Puig                | MoDem  |                   | 2011    |
| Cantó de Toluges                    | Louis Caseilles            | PS     |                   | 2008    |
| Cantó de La Tor de França           | Guy Ilary                  | DVD    |                   | 2008    |
| Cantó de Vinçà                      | Marie-Thérèse Casenove     | PS     |                   | 2008    |